# Allaga
Alaga Petar dobio je plemstvo od kralja Karla VI. (1711. – 1740.),  15. srpnja 1722. godine u Požunu (današnjoj Bratislavi). U povelji stoji da se plemstvo dodjeljuje katoličkoj obitelji dalmatinskog podrijetla.  
Članovi ove obitelji 1687. godine žive u Kaćmaru,  1716. u Somboru, a 1722. godine u Subotici.  Petar Alaga 1728. godine drži pod arendom pustaru Aljmaš koju je uzeo od grofa Marka Czobora i plaća zakupninu od 759 forinta godišnje.
Obitelj 1748. naseljava današnji Lemeš, a među lemeškim plemićima su na popisu 1751. upisana dva pripadnika: Pavao i Ivan Alaga. Godine 1771. obitelj Allaga imala je 17 članova. 
Plemstvo obitelji proglašeno je na skupštini Bačke županije 3. travnja 1797. godine,  kada je ubilježen i plemić Petar Alaga, dok 1798. u mjestu ima više članova ove velike obitelji.
Godine 1803. Alage dobivaju posjede u Lemešu.
Iz ove obitelji potječe i Mirko (Emericius) Alaga koji je godine 1848. sudjelovao u političkim gibanjima kao zastupnik Riđice zbog čega je dvije godine poslije osuđen na smrt i poslije pomilovan. Od 1873. do 1893. radi kao javni bilježnik u Baji. Bio je zastupnik posljednjeg Sabora – madžarske skupštine. Vladin komesarijat Gornje Bačke je pokrenuo istragu i uhitio sve članove ovog Sabora.  Nakon pomilovanja Mirko odlazi u Baju, ali mijenja prezime u von Agafi. 
Ova velika obitelj dala je nekoliko istaknutih stručnjaka i znanstvenika među kojima su najistaknutiji nuklearni fizičar Gaja Alaga i njegov sin Miroslav Alaga Bogdanović. Potomci ove obitelji danas žive u Splitu (Cvitanić), Rijeci (Dujmović), Subotici i Lemešu.
Obitelj posjeduje izvornu grbovnicu s visećim pečatom.
Pergament, tisak u boji, zlatnim gajtanom pričvršćen je pečat u drvenoj kutiji. Sve skupa smješteno je u željeznu kutiju s aplikacijom cvijeta. Grbovnica: 38,5 x 29,5 cm.
Grb: (1722.) štit je tzv. “renesansni” štit karakterističan za XVI. stoljeće (tal. Scudo accartocciato, niz. Schild XVI. de eeuv, franc. cartouche Renaissance). U plavom polju na zelenoj podlozi uz uzdignuti bijeli stup s desne strane okrenut prema unutra stoji zlatni lav. Kaciga: zlatni kondor sa sabljom krivošijom; Plaštevi: plavo-zlatni; crveno-srebrni.